# AMD Am386
AMD Am386 je računalniški procesor, izdelan v podjetju Advanced Micro Devices (AMD).
Februarja 1982 je AMD podpisal pogodbo z Intelom, da bo postal njihov »drugi« proizvajalec procesorjev 8086 in 8088. Kasneje, leta 1991 je AMD dal v prodajo različico procesorja Am386, ki je v bistvu klonirana procesna enota Intelovega procesorja 80386. Trajalo je manj kot eno leto, da je AMD prodal milijon centralno procesnih enot Am386. Leta 1993 so pri AMD-ju naredili že procesor 386DX-40, ki je bil zelo priljubljen z manjšimi, neodvisnimi proizvajalci, ki so delali »klone« Intelovih centralno procesnih enot.